# Persone di nome Ruslan
| Questa pagina contiene informazioni ricavate automaticamente dalle voci biografiche con l'ausilio del template Bio e di un bot. L'aggiornamento è periodico e automatico e ricostruisce completamente la pagina. Se manca una persona in questa lista, sei pregato di non aggiungerla, ma accertati piuttosto che la sua voce biografica contenga il template Bio e che i dati anagrafici siano correttamente compilati. Se il template Bio manca, inseriscilo tu stesso o, in alternativa, metti l'avviso {{tmp\|Bio}} che ne segnala la mancanza. Se i dati riportati sono sbagliati, correggi direttamente la voce biografica; le modifiche saranno visibili in questa lista entro pochi giorni. Per chiarimenti vedi il progetto antroponimi. La lista contiene solo le 81 persone che sono citate nell'enciclopedia e per le quali è stato implementato correttamente il template Bio. Pagina aggiornata al 16 ott 2024. |

Questa è una lista di persone presenti nell'enciclopedia che hanno il prenome Ruslan, suddivise per attività principale.

## Allenatori di calcio(6)
- Ruslan Adžindžal, allenatore di calcio, dirigente sportivo e ex calciatore russo (Sukhumi, n. 1974)
- Ruslan Agalarov, allenatore di calcio e ex calciatore sovietico (Machačkala, n. 1974)
- Ruslan Kostyšyn, allenatore di calcio e ex calciatore ucraino (Chmel'nyc'kyj, n. 1977)
- Ruslan Ljubars'kyj, allenatore di calcio e calciatore ucraino (Bar, n. 1973)
- Ruslan Muchametšin, allenatore di calcio e ex calciatore russo (Kazan', n. 1981)
- Ruslan Rotan', allenatore di calcio e ex calciatore ucraino (Poltava, n. 1981)

## Attivisti(1)
- Ruslan Šaveddinov, attivista, giornalista e blogger russo (Liski, n. 1995)

## Biatleti(1)
- Ruslan Lysenko, ex biatleta ucraino (Velyki Budky, n. 1976)

## Bobbisti(1)
- Ruslan Samitov, bobbista e ex triplista russo (Kazan', n. 1991)

## Calciatori(38)
- Ruslan Abazov, ex calciatore russo (Nal'čik, n. 1993)
- Ruslan Abbasov, ex calciatore azero (Baku, n. 1980)
- Ruslan Abışov, ex calciatore azero (Baku, n. 1987)
- Ruslan Apekov, calciatore russo (Nal'čik, n. 2000)
- Ruslan Babenko, calciatore ucraino (Dnipropetrovs'k, n. 1992)
- Ruslan Baltıev, ex calciatore kazako (Almaty, n. 1978)
- Ruslan Barsky, calciatore israeliano (Holon, n. 1992)
- Ruslan Bolov, calciatore russo (Nal'čik, n. 1994)
- Ruslan Chadarkevič, calciatore bielorusso (Minsk, n. 1993)
- Ruslan Chajlov, calciatore russo (Tver', n. 2003)
- Ruslan Černenko, calciatore ucraino (Kiev, n. 1992)
- Ruslan Fiščenko, calciatore russo (Mosca, n. 2000)
- Ruslan Fomin, ex calciatore ucraino (Rus'ka Lozova, n. 1986)
- Ruslan İdiqov, ex calciatore azero (n. 1966)
- Ruslan Judzjankoŭ, calciatore bielorusso (Homel', n. 1987)
- Ruslan Kambolov, calciatore russo (Vladikavkaz, n. 1990)
- Ruslan Kisil', ex calciatore ucraino (Novodonec'ke, n. 1991)
- Ruslan Korjan, ex calciatore russo (Soči, n. 1988)
- Ruslan Kuang, ex calciatore bulgaro (Vidin, n. 1985)
- Ruslan Lisakovič, calciatore bielorusso (Uzda, n. 2002)
- Ruslan Litvinov, calciatore russo (Voronež, n. 2001)
- Ruslan Lukin, ex calciatore azero (n. 1971)
- Ruslan Magal', calciatore russo (Voronež, n. 1991)
- Ruslan Malinovs'kyj, calciatore ucraino (Žytomyr, n. 1993)
- Ruslan Mingazow, calciatore turkmeno (Aşgabat, n. 1991)
- Ruslan Musayev, ex calciatore azero (n. 1979)
- Ruslan Məcidov, ex calciatore azero (Baku, n. 1985)
- Ruslan Nachušev, ex calciatore russo (Nal'čik, n. 1984)
- Ruslan Neščeret, calciatore ucraino (Mukačevo, n. 2002)
- Ruslan Nigmatullin, ex calciatore e disc jockey russo (Kazan', n. 1974)
- Ruslan Pimenov, ex calciatore russo (Mosca, n. 1981)
- Ruslan Platon, ex calciatore ucraino (Snjačiv, n. 1982)
- Ruslan Poladov, ex calciatore azero (n. 1979)
- Ruslan Qafitullin, ex calciatore azero (n. 1979)
- Ruslan Qurbanov, calciatore azero (Stavropol', n. 1991)
- Ruslan Stepanjuk, calciatore ucraino (Nikopol', n. 1992)
- Ruslan Zubkov, calciatore ucraino (Odessa, n. 1991)
- Ruslan Əmircanov, ex calciatore azero (Yevlax, n. 1985)

## Cantanti(1)
- Ruslan Alechna, cantante bielorusso (Minsk, n. 1981)

## Cestisti(3)
- Ruslan Avleev, ex cestista russo (Sarapul, n. 1976)
- Ruslan Otverčenko, cestista ucraino (Ulan Bator, n. 1990 - Kiev, † 2023)
- Ruslan Pateev, ex cestista russo (Mosca, n. 1990)

## Ciclisti su strada(4)
- Ruslan Hryščenko, ciclista su strada ucraino (Sinferopoli, n. 1981)
- Ruslan Ivanov, ex ciclista su strada moldavo (Chișinău, n. 1973)
- Ruslan Pidhornyj, ex ciclista su strada e pistard ucraino (Vinnycja, n. 1977)
- Ruslan Tileubaev, ex ciclista su strada kazako (n. 1987)

## Danzatori(1)
- Ruslan Vasil'evič Skvorcov, ballerino russo (Elec, n. 1980)

## Danzatori su ghiaccio(1)
- Ruslan Hončarov, ex danzatore su ghiaccio ucraino (Odessa, n. 1973)

## Economisti(1)
- Ruslan Imranovič Chasbulatov, economista e politico russo (Groznyj, n. 1942 - San Pietroburgo, † 2023)

## Fisici(1)
- Ruslan Stratonovič, fisico, ingegnere e matematico russo (Mosca, n. 1930 - Mosca, † 1997)

## Generali(1)
- Ruslan Jaqsylyqov, generale e politico kazako (Kaskelen, n. 1966)

## Giocatori di calcio a 5(1)
- Ruslan Kudziev, giocatore di calcio a 5 russo (Surgut, n. 1995)

## Hockeisti su ghiaccio(2)
- Ruslan Fedotenko, hockeista su ghiaccio ucraino (Kiev, n. 1979)
- Ruslan Salej, hockeista su ghiaccio bielorusso (Minsk, n. 1974 - Jaroslavl', † 2011)

## Lottatori(2)
- Ruslan Ašuraliev, lottatore sovietico (Machačkala, n. 1950 - Machačkala, † 2009)
- Ruslan Tümönbaev, lottatore kirghiso (n. 1986)

## Pallavolisti(1)
- Ruslan Olichver, ex pallavolista e dirigente sportivo russo (Riga, n. 1969)

## Pattinatori di short track(1)
- Ruslan Zacharov, pattinatore di short track e pattinatore di velocità su ghiaccio russo (Gorkij, n. 1987)

## Pattinatori di velocità su ghiaccio(1)
- Ruslan Murašov, pattinatore di velocità su ghiaccio russo (Voskresensk, n. 1992)

## Politici(1)
- Ruslan Stefančuk, politico ucraino (Ternopil', n. 1975)

## Pugili(2)
- Ruslan Chagayev, ex pugile uzbeko (Andijan, n. 1978)
- Ruslan Provodnikov, pugile russo (Beryozovo, n. 1984)

## Scacchisti(1)
- Ruslan Ponomarëv, scacchista ucraino (Horlivka, n. 1983)

## Schermidori(2)
- Ruslan Kurbanov, schermidore kazako (Almaty, n. 1991)
- Ruslan Nasibulin, schermidore russo (Sverdlovsk, n. 1981)

## Sollevatori(2)
- Ruslan Albegov, sollevatore russo (Vladikavkaz, n. 1988)
- Ruslan Nurudinov, sollevatore uzbeko (Andijan, n. 1991)

## Taekwondoka(1)
- Ruslan Poiseev, taekwondoka russo (Jakutsk, n. 1987)

## Terroristi(1)
- Ruslan Tagirovič Chučbarov, terrorista russo (Galaški, n. 1972 - Beslan, † 2004)

## Triplisti(1)
- Ruslan Kurbanov, triplista uzbeko (Samarcanda, n. 1993)

## Tuffatori(2)
- Ruslan Adriano Cristofori, tuffatore ucraino (Cherson, n. 1997)
- Ruslan Ternovoj, tuffatore russo (Penza, n. 2001)